# Função proposicional
Uma função proposicional na lógica, é uma sentença expressa de uma forma a assumir o valor verdadeiro ou falso, exceto que, dentro da sentença há uma variável (x) que não é definida ou especificada, o que deixa a afirmação indeterminada. A sentença pode ser constituída de várias variáveis (e.g. n variáveis, nesse caso a função possui n argumentos). Como uma função matemática, A(x) ou A(x1, x2, · · ·, xn), a função proposicional é obtida de predicados ou formas proposicionais. Como um exemplo, vamos imaginar o predicado "x é quente". A substituição de qualquer entidade por x irá produzir uma proposição que pode ser dita verdadeira ou falsa, apesar de "x é quente", por si só não tenha um valor verdadeiro ou falso. No entanto, quando você atribuir a x o valor, tal como lava, então, a função tem valor verdadeiro; enquanto que, se você atribuir a x o valor gelo, a função tem valor falso.
Funções proposicionais são úteis na teoria dos conjuntos para a formação de conjuntos. Por exemplo, em 1903, Bertrand Russell escreveu em Os Princípios da Matemática (página 106):
"...tornou-se necessário tomar função proposicional como uma noção primitiva.
Mais tarde, Russell examinou o problema de se as funções proposicionais eram ou não predicativas, e ele propôs duas teorias para tentar resolver essa questão: a teoria do zig-zag e a teoria ramificada dos tipos.
Uma Função Proposicional, ou um predicado, com uma variável x é uma sentença p(x), envolvendo x que torna-se uma proposição quando damos a x um valor definido a partir do conjunto de valores que ela pode assumir.